# Ilirik (rimska provinca)
Ilirik (latinsko: Illiricum, Illyris Romana, Illyris Barbara ali Illyria Barbara), rimska  provinca, ki je zajemala skoraj vse regije Ilirije. Raztezala se je od reke Drilon v sedanji Albaniji na jugu do Istre v sedanji Sloveniji in Hrvaški na zahodu. Na severu je mejil na reko Savo, na jugu pa na Jadransko morje. Glavno mesto Ilirika je bila Salona pri današnjem Splitu.
Regije so se v kasnejši zgodovini spreminjale. Večji del Ilirije je ostal del province Ilirik, južni del pa je postal Novi Epir (Epirus Nova) in se priključil rimski Makedoniji. Provinca Ilirik je bila ukinjena  po letu 10 z delitvijo na Panonijo in Dalmacijo.

## Zgodovinsko ozadje
Rimsko ladjevje je prvič prečilo Jadransko morje leta 229 pr. n. št. in sprožilo prvo ilirsko vojno.  Osvajanje Ilirije se je končalo leta 168 pr. n. št. s porazom ilirskega kralja Gencija. Leto kasneje je južna Ilirija uradno postala neodvisen rimski protektorat.  

## Rimska provinca
Ilirik je imel za Rimljane velik strateški in gospodarski pomen. Ob obali Dalmacije so imeli več pomembnih trgovskih pristanišč in rudnike zlata. Upravno središče Ilirika je bilo Saloni v bližini današnjega Splita. Ilirija je bila tudi izhodišče najdaljše rimske ceste Vie Egnatie od Dyrrachiuma ob Jadranski obali in Bizanca na vzhodu. 
Leta 59 pr. n. št. je Ilirik skupaj s Cisalpsko Galijo z zakonom Lex Vatinia  postal rimska provinca v pristojnosti  Julija Cezarja. Rimska uprava je bila vzpostavljena šele v Avgustovih  vojnah v Iliriku v letih 35-33 pr. n. št.. Prva omemba Ilirika kot province je povezana z Avgustovo razglasitvijo za cesarja leta 27 pr. n. št., ko je uradno prišel pod oblast Rimskega cesarstva. Pod rimsko oblastjo se je v nizu vojnih pohodov proti Panoncem, poznanih kot  Panonska vojna ali Panonske vojne (Bellum Pannonicum, 12-9 pr. n. št.), razširil na ozemlje Panonije.  
Po zlomu velikega ilirskega upora Panoncev in Dezitijatov po letu 10 (nekateri strokovnjaki umeščajo upor v obdobje 20-35) je rimska uprava provinco Ilirik razpustila in njeno ozemlje razdelila na provinci Panonijo na severu in Dalmacijo na jugu. 
Rimski trgovci so na dalmatinski obali ustanovili več mest, med njimi Iader (Zadar), Salono (Solin), Narono in Epidaurum (Cavtat). Glavno mesto Salono sta varovala vojaška tabora v Burnumu in Delminiumu. 
Ilirik je bil pomemben vir vojakov, saj so se od 3. do 6. stoletja najpomembnejše rimske vojaške enote novačile ravno v Iliriku in Trakiji. Zgodovinar Ronald Syme trdi, da je bil prav Ilirik tisti, ki je držal skupaj cesarstvo kot celoto: poleg tega, da je bil glavni vir vojakov, je imel na svojem ozemlju stalno prisotno vojsko  in svojega vrhovnega poveljnika – magistra militum per Illyricum  s sedežem v Naissusu.

## Dioklecijanove reforme
Naziv Ilirik za zahodni del Balkanskega polotoka se je uporabljal do sredine 4. stoletja, ko je z Dioklecijanovimi reformami postal ena od štirih pretorijanskih prefektur Rimskega cesarstva. Prefektura je vsebovala Panonijo, Norik, Kreto in cel Balkanski polotok, razen Trakije. Prefektura je živela do zgodnjega 7. stoletja.

## Zapuščina
Prebivalci Ilirika so sloveli po svojih vojaških veščinah in bili pomemben vir vojakov rimske vojske. Ilirik je dal tudi nekaj pomembnih rimskih cesarjev: Avrelijana (270-275), Klavdija II. (268-270), Konstantina I. (306-337) in Dioklecijana (284-305) ter bizantinska cesarja Anastazija I. (491-518) in Justinijana I. (527-565).